# フュルト (オーデンヴァルト)
フュルト (ドイツ語: Fürth, ドイツ語発音: [fʏrt] ( 音声ファイル)) は、ドイツ連邦共和国ヘッセン州ベルクシュトラーセ郡に属す町村（以下、本項では便宜上「町」と記載する。）。町内を、ヴェシュニッツ川が流れる。この川はビブリスでライン川に注ぐ。州内で知られたこの保養地は、南西にヴァインハイムまで延びるヴェシュニッツ渓谷で最も北の最も高い位置にある自治体である。町の名前であるFürthは、この地にヴェシュニッツ川を渡る渡渉地(Furt)があったことに由来する。

## 地理
この町は、ヴェシュニッツ渓谷上流部に広がるユネスコのベルクシュトラーセ＝オーデンヴァルト地質学公園に含まれる。

### 隣接する市町村
フュルトは、北はリンデンフェルスとライヒェルスハイム、東はモッサウタール（後の2つはオーデンヴァルト郡）、南東はグラーゼレンバッハ、南はリムバッハ、西はヘッペンハイムと境を接する。

### 町の構成
フュルトは11の地区からなる。ブロムバッハ、エレンバッハ、エアレンバッハ、ファーレンバッハ、クレッケルバッハ、クルムバッハ、リンネンバッハ、レルツェンバッハ、ザイデンバッハ、シュタインバッハ、ヴェシュニッツである。

### 気候
オーデンヴァルトに含まれるフュルトの気候は、隣接するベルクシュトラーセに比べ明らかに寒い。ベルクシュトラーセとの比較では、冬期の雪の量が目につく。その一方、地形に護られ、天候は比較的良好で、極端な悪天候になることは少ない。

## 歴史
フュルトは、764年に創設されたベネディクト会ロルシュ修道院に対するカール大帝の寄進の中に初めて記録されている。皇帝は、創設したばかりのこの修道院を教皇直轄の帝国修道院としてマインツ大司教やヴォルムス司教の干渉から護るとともに、現在のベルクシュトラーセ郡の大部分とオーデンヴァルト郡の大きな部分を含むマルク・ヘッペンハイムを773年にこの修道院に寄贈した。この773年の寄進の細目にフュルトの直接な記述はないものの、Welinehoucという記載があり、これはWahlberg、すなわち現在のヴェシュニッツ地区の近くにあるカールベルクである。さらに、Arezgreftenという記述もあり、これはErzgruben、すなわちやはりヴェシュニッツ地区に近いエルツベルクを示すものである。こうした寄進によってロルシュ修道院とヴォルムス司教領との間の境界紛争は激化し、795年にカールベルクについての仲裁裁判が招集され、現在のヴァルブルク礼拝堂近くの旧集会・裁判所で裁判が行われた。この仲裁裁判の結果、新しい境界が確定し、マーク・ヘッペンハイムに含まれると認定された地域内の主な村が列記されている。すなわち、Furte（フュルト）、Rintbach（リムバッハ）、Morlenbach（メルレンバッハ）、Birkenowa（ビルケナウ）、Winenheim（ヴァインハイム）、Heppenheim（ヘッペンハイム）、Besinsheim（ベンスハイム）、Urbach（アウエルバッハ）Lauresham（ロルシュ）、Bisestat（ビュールシュタット）がそれであり、「フュルト」という地名はこの795年の記録が初出である。1023年の「Beschreibung der Huben und Erträge des Hofes Fürth（フュルト農場の耕作面積と収穫の記録）」は、寄進とその後に続くロルシュの修道士たちによる開拓・開墾による発展を記述している。フュルトは「principalis curia」（第一の農場）あるいはFürstenhof（領主の農園）と記述されている。フュルトはロルシュ修道院領のオーデンヴァルトにおける政治、徴税の中心となっていた。この記録には所領からの収穫リストがついている。ここにはフュルト自身の他に、以下の関係する集落が記録されている。コルムバッハ、ニーダー＝ブロムバッハ、ファーレンバッハ、クルムバッハ、オーバー＝ブロムバッハ、ヴェシュニッツ、アルトレヒテルン（アルテンレヒテルン）、クレッケルバッハ（耕作面積の広い順）が納税義務のある所領として挙げられ、シュタインバッハが干し草の十分の一税支払い義務、エアレンバッハが放牧地十分の一税支払い義務のある所領としてそれぞれ記述されている。フュルト、ヴェシュニッツ、ファーレンバッハの各地区には水車小屋があった。手工業者の存在を示す品々が目立つ。12巻きのシャツ用の布地、8つの樽、8つの測定器、1つの臼、40個の鉢、ある年は平鍋、他の年にはヤカンが記載されている。
1895年にヴェシュニッツタール鉄道が開通し、フュルトはヴァインハイムと結ばれた。

## 行政

### 議会
フュルトの町議会は、31議席からなる。

### 首長
首長は任期6年で、住民の直接選挙により選出される。2009年1月1日からフォルカー・エーレンシュレーガー (CDU) がこの町の町長を務めている。彼は2014年5月2日の選挙で 79.5 % の票を、2021年3月14日の選挙で 70.7 % の票を獲得して それぞれ再選された。

### 紋章
図柄: 銀地に、基部が紋章の縁につかない赤い幅広の十字。その上に銀色の大きな文字で「F」と記されている。
基部が尖った十字、いわゆるフスシュピッツクロイツはかつての領主であるロルシュ修道院の紋章である。古風な書体の「F」は1626年の印章ですでに使われている。この紋章は1926年に採用された。

## 文化と見所
洗礼者聖ヨハネ教区教会は、簡素なバロック様式の三角形の内陣を持つ1752年建造のホール式教会である。西のファサードにはバロック様式の屋外階段がある。鐘楼は1865年から68年にネオロマネスク様式で完成された。南側の拡張は1960年から61年になされた。
18世紀から19世紀の木組み建築が村の情景を裕福にしている。この他のハイライトに、数年前に高名な芸術家の石像が設置されたシュタインバッハの芸術の小径がある。
フュルトからリンデンフェルスに達する大きな芸術ギャラリーというべき芸術遊歩道は2007年に整備されたもので町役場前から出発する。

## 経済と社会資本

### 交通
フュルトはヴェシュニッツタール鉄道の終着点であり、30分ごとにヴァインハイム行きのレギオナルバーンが発着する。

### 教育
フュルトには2つの基礎課程学校の他に、総合学校のハインリヒ・ベル・シューレがある。

## 人物
- ヴォルフガング・クンケル（1902年 – 1981年）法制史家

## 引用
1. ↑  Hessisches Statistisches Landesamt: Bevölkerung in Hessen am 31.12.2023 (Landkreise, kreisfreie Städte und Gemeinden, Einwohnerzahlen auf Grundlage des Zensus 2011)]
2. ↑  Max Mangold, ed (2005). Duden, Aussprachewörterbuch (6 ed.). Dudenverl. p. 345. ISBN 978-3-411-04066-7
3. ↑  “Bürgermeisterwahl in Fürth am 07.09.2008”.   Hessisches Statistisches Landesamt. 2021年6月28日閲覧。
4. ↑  “Bürgermeisterwahl in Fürth am 25.05.2014”.   Hessisches Statistisches Landesamt. 2021年6月28日閲覧。
5. ↑  “Ergebnisse Bürgermeisterwahl Fürth - Bürgermeisterwahl am 14. März 2021 in Fürth (Odenwald)”.   Hessischer Rundfunk. 2021年6月28日閲覧。
6. ↑  Kunstwanderweg von Fürth nach Lindenfels